# تریسا میچالاک
تریسا میچالاک (انگلیسی: Theresa Michalak؛ زادهٔ ۷ مهٔ ۱۹۹۲) ورزشکار ورزش شنا اهل آلمان است. وی در بازی‌های المپیک تابستانی ۲۰۱۲ لندن به نمایندگی از آلمان شرکت کرد و در ماده ۲۰۰ متر انفرادی و در ۴ × ۲۰۰ متر به صورت آزاد شرکت کرد. میچالاک رکورددار مسابقات ۱۰۰ متر و ۲۰۰ متر انفرادی است. وی در مسابقات شنای کورس کوتاه قهرمانی اروپا در سال ۲۰۱۱ به مدال طلا در شنای ۱۰۰ متر انفرادی دست یافت.
میچالاک بورس تحصیلی ورزشی را برای حضور در دانشگاه فلوریدا در گینسویل، فلوریدا، در ایالات متحده پذیرفت، جایی که اکنون با تیم شنا و غواصی فلوریدا و همچنین مربی المپیک ۲۰۱۲ گرگ تروی، تمرین می‌کند.

## زندگی خصوصی
در ژانویه ۲۰۱۵، میچالاک به عنوان یک زن ورزشکار لزبین آشکارسازی کرد.